# ルイジアナ州立大学
ルイジアナ州立大学（Louisiana State University, LSU）は、アメリカ合衆国ルイジアナ州の州立大学。州都バトンルージュにある。正式名称は「Louisiana State University and Agricultural and Mechanical College」。ルイジアナ州立大学システム4校の旗艦校である。

## 概要
1860年の創立当時はバトンルージュ市のダウンタウンに位置していたが、1926年にミシシッピ川に近い現在地に移転した。ランドグラント大学とシーグラント大学（en）の両方に指定された全米でも数少ない大学の一つである。2013年秋の時点で学生総数は29,865人（うち学部生24,931人、留学生1,593人）、教員総数は1,232人である。図書館の蔵書数は南部屈指で380万冊を越える。プログラムは全部で8つのカレッジ、5つのスクールから構成され、石油産業が盛んな土地柄、石油工学部や農学部、体育学部などが有名である。

## キャンパス
ダウンタウン・バトンルージュの南方に位置しており、西側はミシシッピ川に面している。面積は約800ヘクタールで、約250の建物で構成されている。1925年から1940年の間に建設された建物が多い。キャンパスは高台にあり水害の危険性は比較的低い。

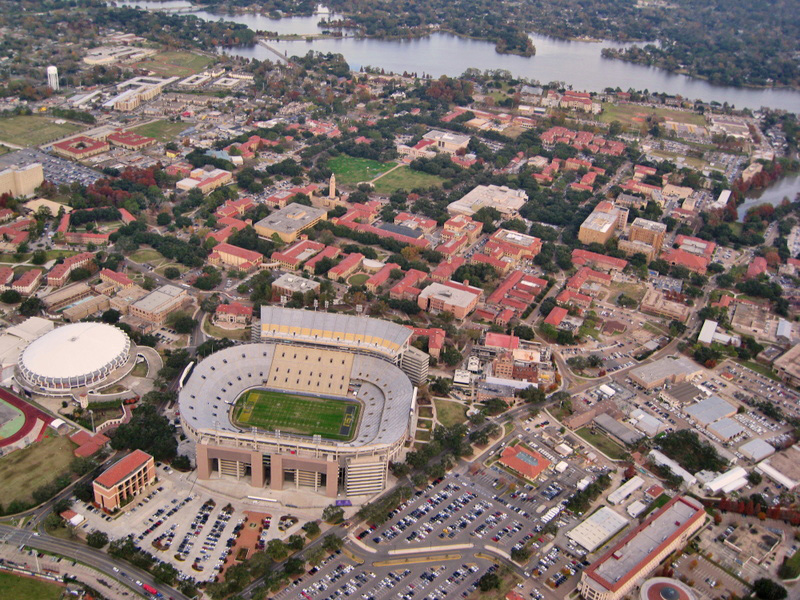
キャンパス中心部

## スポーツ
LSUのスポーツ・チームはタイガース (Tigers) 、レディータイガース (Lady Tigers) 、ファイティングタイガース (Fighting Tigers) 、と呼ばれ、NCAAディビジョンIのサウスイースタン・カンファレンス西部地区に所属している。

### フットボール
これまで通算4度にわたり、全米チャンピオンとなっている。シュガーボウルでは2004年1月の全米選手権試合を含め、2006年までに5回勝利している。2007年のNFLドラフトでは、全体1位指名のジャマーカス・ラッセル(QB)をはじめ、4人が1巡目で指名された。2007-08年のシーズンでは、BCS全米チャンピオンシップ決定戦に進出。オハイオ州立大学を破り、4年ぶり3回目の全米チャンピオンに輝いた。2019-20年のシーズンはハイズマントロフィーの受賞者、ジョー・バローを擁し、史上初となる全勝優勝を達成。このチームは全米フットボール史上最強と称されることが多い。

### 野球
メンズ・カレッジ・ワールドシリーズを通算7度制しており、全米屈指の名門校として知られる。7度の優勝は南カリフォルニア大学の12度に次ぐ回数である。

### バスケットボール
男子チームはシャキール・オニールを輩出したことで有名。1953, 81, 86, 2006年の４度に渡ってファイナル・フォーに進出した。女子チームは第85回全米大学選手権大会で初優勝。

### その他
陸上競技をはじめ、水泳や体操、テニスで全米上位にランクインしている。

## 著名な出身者
MLB
- ベン・マクドナルド - 1989年のMLBドラフト全体1位指名選手
- アレックス・ブレグマン
- カート・エインズワース
- アルバート・ベル
- マイク・フォンテノー
- アーロン・ヒル
- DJ・ルメイユ
- アーロン・ノラ
- チャド・オージェイ
- アンディ・シーツ
- ブライアン・タレット
- ライアン・テリオ
- ブライアン・ウィルソン
- ポール・スキーンズ - 2023年のMLBドラフト全体1位指名選手

NBA
- キャメロン・トーマス
- マクムード・アブドゥル＝ラウーフ
- シャキール・オニール - 1992年のNBAドラフト全体1位指名
- ボブ・ペティット
- グレン・デービス
- ギャレット・テンプル
- ベン・シモンズ

NFL
- Y・A・ティトル
- オーランド・マクダニエル
- ウィリー・ローフ
- ドウェイン・ボウ
- マット・フリン
- パトリック・ピーターソン
- ライアン・クラーク
- オデル・ベッカム
- ジャービス・ランドリー
- ジョー・バロウ（2020年NFLドラフト全体1位指名選手）
- ジャスティン・ジェファーソン
- ジャマール・チェイス
- ジェイデン・ダニエルズ（2024年NFLドラフト全体2位指名選手）